# Pachyanthrax dimidiata
Pachyanthrax dimidiata är en tvåvingeart som beskrevs av Greathead 1988. Pachyanthrax dimidiata ingår i släktet Pachyanthrax och familjen svävflugor.
Artens utbredningsområde är Saudiarabien. Inga underarter finns listade i Catalogue of Life.